# Алисон дос Сантос
Алисон Брендом Алвеш дос Сантос (порт. Alison Brendom Alves dos Santos; Сан Жоаким да Бара, 3. јун 2000.) је бразилски атлетичар специјализован за трку на 400 метара са препонама. Дос Сантос је освајач бронзане медаље са Олимпијских игара 2020. и 2024. и бронзане медаље са Светског првенства 2022.

## Рани живот
Алисон Брендом Алвеш дос Сантос је рођен од оца Герсона и мајке Суели. Алисон је последње од четворо деце. Има три старије сестре: Дриели, Андриели и Анијели. Његови родитељи су се касније развели.
Као 10-месечна беба, доживео је несрећу која му је оставила опекотине од уља трећег степена по глави и карактеристичне ожиљке. Док је једног дана био код своје баке Гени, она је загрејала тигањ врелог уља да испече рибу. Алисон је случајно ударио у дршку тигања и она се преврнула, просувши вруће уље по њему. Његова бака је такође добила опекотине и обоје су отишли у болницу. Алисон је четири месеца био хоспитализован. Још увек има видљиве ожиљке на челу, скалпу, лицу, грудима и левој руци. Током тренинга на глави носи капу или шешир како би заштитио кожу од сунца.
Алисон је био стидљив док је растао, делом због ожиљака. Проводио је време сам у својој соби док није почео да се бави спортом. Као дете опробао се у џудоу. Вежбао је од своје 6. до 14. године. У том периоду је добио надимак Пиу. Убрзо је напустио џудо ради атлетике.
Алисон је почео да се бави атлетиком 2013. у Државној техничкој школи Педро Бадран. Тренирала га је Ана Фиделис. У року од неколико месеци, више се није бавио атлетиком из финансијске потребе, већ зато што је заиста уживао и због тога што је стекао пријатеље широм свог града и Бразила. Са 16 година већ се такмичио међу одраслима.

## Каријера

### 2018
Дос Сантос је освојио бронзану медаљу на Светском првенству за јуниоре 2018.

### 2019
Са само 19 година учествовао је на Пан-америчким играма 2019. одржаним у Лими, Перу, где је победио у трци на 400 метара са препонама, оборио свој лични рекорд и јужноамерички рекорд за јуниоре, са временом 48.45. То је било четврто најбоље време на свету у том тренутку, и тиме се Дос Сантос квалификовао за Олимпијске игре 2020. Убрзо је освојио и злато на 400 м препоне, на Универзијади 2019.
У септембру 2019. Дос Сантос је отишао на Светско првенство у Доху, где је победио у полуфиналу на 400 метара са препонама за 48,35, поново оборио свој лични рекорд и отишао у финале са другим најбољим укупним временом. У финалу је поново оборио лични рекорд, завршио на седмом месту са временом 48,28. Био је на само 0,25 секунди од освајача бронзане медаље. 

### 2021
У априлу 2021. поново је оборио свој бразилски рекорд са временом 48,15 у Де Мојну, САД. Алисон је 9. маја 2021. оборио јужноамерички рекорд који је од 2005. припадао панамском атлетичару Бајану Каманију (47,84). Дос Сантос је трчао 47,68 у Калифорнији (САД). 28. маја 2021. поново је оборио јужноамерички рекорд са временом 47,57 у Дохи, на митингу Дијамантске лиге. Време од 47,57 секунди га је тада ставило на 22. место најбржих тркача на 400 метара са препонама свих времена. 1. јула 2021. у Дијамантској лиги у Ослу, поново је снизио сопствени јужноамерички рекорд, са временом 47,38. Тада је скочио на 15. место најбржих икада у овој трци. Поправио је овај рекорд на 47,34, три дана касније, победивши на митингу Дијамантске лиге у Стокхолму.
На Олимпијским играма 2020. у Токију Алисон се квалификово у финале трке на 400 метара с препонама, оборивши јужноамерички рекорд са временом 47,31. У финалу је освојио бронзану медаљу и поново оборио јужноамерички рекорд са временом 46,72. Дос Сантос, Вархолм и Бенџамин значајно су поправили своје личне рекорде: Вархолм је спустио светски рекорд за скоро 0,8 секунди (45,94), а Бенџамин је поправио амерички рекорд такође за 0,8 секунди (46,17). Овај трка је била најјача у историји трке на 400 метара са препонама, са три освајача олимпијских медаља која су истрчали три најбоља времена у историји такмичења, и сви су надмашили стари светски рекорд Кевина Јанга (који је трајао скоро 30 година и пао је само месец дана пред Олимпијске игре).

### 2022
У мају 2022. Дос Сантос је победио на митингу Дијамантске лиге у Дохи са временом 47,24. У јуну 2022. победио је на митингу Дијамантске лиге са временом 46,80.
19. јула 2022, на Светском првенству 2022. у Јуџину, оборио је рекорд Јужне Америке и рекорд Светског првенства у трци на 400 метара са препонама са временом 46,29, поставши светски шампион, победивши Вархолма и Бенџамина. Било је то прво мушко злато у историји Бразила на Светском првенству у атлетици. Постао је тек други Бразилац у историји који је постао светски шампион у атлетици на отвореном. Прва је била скакачица с мотком Фабиана Мурер једанаест година раније у Даегуу у Јужној Кореји.

### 2023
Дос Сантос је 14. фебруара 2023. године подвргнут операцији колена након тешке повреде. Добио је пукотину у менискусу десног колена која је могла да се исправи само операцијом.  Очекивало се да ће период његовог опоравка трајати између 8 и 12 недеља.  У августу је уследило Светско првенство 2023. у Будимпешти. Дос Сантос се пласирао у полуфинале где је завршио други са временом 47,38. Током финала је закачио две препоне и завршио на петом месту са временом 48,10.

### 2024
10. маја на митингу Дијамантске лиге у Дохи победио је са временом 46,86 с, оборивши рекорд лиге. 31. маја 2024. на митингу Дијамантске лиге у Ослу, победио је Вархолма на 400 метара са препонама, истрчавши време 46,63.
На Олимпијским играма у Паризу Дос Сантос је освојио бронзану медаљу са временом 47,26 с.

## Достигнућа

### Лични рекорди
- 400 м с препонама: 46,29  –  Јуџин, САД, 19. јул 2022. (јужноамерички рекорд)
- 400 м: 44,54  – Волнат, САД, 16. април 2022.
- 4 × 400 м штафета: 3:02,99 – Гејнсвил, САД, 30. март 2024.

### Међународна такмичења
| Година | Такмичење                                | Место                | Позиција | Дисциплина                 | Резултат | Белешка                         |
| ------ | ---------------------------------------- | -------------------- | -------- | -------------------------- | -------- | ------------------------------- |
| 2017   | Светско првенство за млађе јуниоре       | Најроби, Кенија      | 5.       | 400 м препоне              | 53.98    |                                 |
| 2017   | Светско првенство за млађе јуниоре       | Најроби, Кенија      | 1.       | 4 × 400 м мешовита штафета | 3:21.71  |                                 |
| 2018   | Светско првенство за јуниоре             | Тампере, Финска      | 3.       | 400 м препоне              | 49.78    |                                 |
| 2018   | Првенство Јужне Америке за млађе сениоре | Куенка, Еквадор      | 2.       | 400 м                      | 45.97    |                                 |
| 2018   | Првенство Јужне Америке за млађе сениоре | Куенка, Еквадор      | 1.       | 400 м препоне              | 50.56    |                                 |
| 2018   | Првенство Јужне Америке за млађе сениоре | Куенка, Еквадор      | 2.       | 4 × 400 м                  | 3:09.90  |                                 |
| 2019   | Првенство Јужне Америке                  | Лима, Перу           | 1.       | 400 м препоне              | 49.88    |                                 |
| 2019   | Првенство Јужне Америке                  | Лима, Перу           | 2.       | 4 × 400 м                  | 3:04.13  |                                 |
| 2019   | Првенство Јужне Америке за јуниоре       | Кали, Колумбија      | 1.       | 400 м                      | 45.78    | Рекорд шампионата               |
| 2019   | Универзијада                             | Напуљ, Италија       | 1.       | 400 м препоне              | 48.57    | Рекорд Јужне Америке за јуниоре |
| 2019   | Пан-Америчке игре                        | Сан Хосе, Костарика  | 1.       | 400 м препоне              | 48.49    | Рекорд Јужне Америке за јуниоре |
| 2019   | Пан-Америчке игре                        | Лима, Перу           | 1.       | 400 м препоне              | 48.45    | Рекорд Јужне Америке за јуниоре |
| 2019   | Светско првенство                        | Доха, Катар          | 7.       | 400 м препоне              | 48.28    | Рекорд Јужне Америке            |
| 2021   | Светско првенство у тркама штафета       | Хожов, Пољска        | 2.       | 4 × 400 м мешовита штафета | 3:17.54  |                                 |
| 2021   | Олимпијске игре                          | Токио, Јапан         | 3.       | 400 м препоне              | 46.72    | Рекорд Јужне Америке            |
| 2022   | Светско првенство                        | Јуџин, САД           | 1.       | 400 м препоне              | 46.29    | РСП Рекорд Јужне Америке        |
| 2023   | Светско првенство                        | Будимпешта, Мађарска | 5.       | 400 м препоне              | 48.10    |                                 |
| 2024   | Олимпијске игре                          | Париз, Француска     | 3.       | 400 м препоне              | 47.26    |                                 |